# Otałęż
Otałęż – wieś w Polsce położona w województwie podkarpackim, w powiecie mieleckim, w gminie Czermin. Wieś Otałęż leży na prawym brzegu Wisły przy ujściu rzeki Breń Nowy.
W 1565 roku wieś w powiecie sandomierskim województwa sandomierskiego kupił od Olbrachta Łaskiego kasztelan rawski Stanisław Wolski.  W 1629 roku właścicielem wsi w powiecie sandomierskim województwa sandomierskiego był Jan Magnus Tęczyński. Wieś wchodziła w 1662 roku w skład majętności łubnickiej Łukasza Opalińskiego. W latach 1975–1998 miejscowość administracyjnie należała do województwa rzeszowskiego.
| SIMC    | Nazwa     | Rodzaj    |
| ------- | --------- | --------- |
| 0647931 | Czołnów   | część wsi |
| 0647948 | Miasto    | część wsi |
| 0647954 | Nowa Wieś | część wsi |
| 0647960 | Orle      | część wsi |
| 0647990 | Pod Wałem | część wsi |
| 0647977 | Podlesie  | część wsi |
| 0647983 | Podszkole | część wsi |
| 0648008 | Wągroda   | część wsi |
| 0648014 | Zabrnie   | część wsi |
| 0648020 | Żabiniec  | część wsi |

## Historia
Podczas badań archeologicznych natrafiono tu na ślady kultur z okresu neolitu (ok. 4500-1800 lat p.n.e.) oraz pozostałości kultury celtyckiej (ok. 500 lat p.n.e.), przeworskiej (II w.) i ślady osadnictwa z wczesnego średniowiecza (do IX w.). W Otałęży wykopano fragment naczynia toczonego na kole garncarskim. Odkryto też osadę, w której znaleziono jamy mieszkalne i kilkanaście tysięcy ułamków ceramiki użytkowej, a także ozdoby, narzędzia, grudy żużla oraz srebrne denary rzymskie z okresu republikańskiego. Jest wiele teorii mówiących o powstaniu nazwy tej wsi. Najbardziej znanymi są Łęgi - podmokłe tereny w dolinach rzeki Wisły oraz Łęż - od rzeki Łęży. Pierwsza wzmianka pisemna o wiosce pochodzi z 1386 r., gdy właścicielem był Marek, dziedzic z Niekrasowa i Turska. W 1906 r. istniała tu szkoła jednoklasowa, której murowany budynek postawiono w 1912 r. W 1898 r. utworzono Straż Chłopską - zalążek późniejszej Ochotniczej Straży Pożarnej. We wrześniu 1939 r. przez wioskę przeszła fala uchodźców cywilnych i wojskowych - w tym miejscu odbywała się zaimprowizowana przeprawa przez Wisłę. Podczas II wojny światowej znajdowały tu schronienie liczne oddziały partyzanckie. W 1944 r. wioskę zajęli Rosjanie i wysiedlili ludność za Wisłokę. Podczas ofensywy styczniowej 1945 r. wieś została niemal doszczętnie zniszczona.
W latach 1954–1960 wieś była siedzibą gromady Otałęż, po jej zniesieniu w gromadzie Górki.
Wieś całkowicie zalana podczas powodzi w lipcu 1997 r.